# Mennybemenetel
Mennybemenetel, áldozócsütörtök, áldozónap, Urunk mennybemenetelének ünnepe (Ascensio Domini) húsvét után a 40. nap, ekkor ünnepli a kereszténység Jézus Krisztus mennybemenetelét. Az ünnep csütörtökre esik, amely a húsvétvasárnap utáni 39. nap, de általában a következő vasárnap tartják. A magyar katolikusok inkább a második és harmadik kifejezés valamelyikét, míg a protestánsok (különösen a reformátusok) az első megnevezést használják.
Jézus Krisztus mennybemenetelének leírása az Újszövetségben három helyen szerepel: Márk evangéliuma 16. fejezetében, Lukács evangéliuma 24. fejezetében és az Apostolok cselekedeteiről írt könyv 1. fejezetében.
Az ősegyház a 4. századig a Szentlélek eljövetelével együtt, pünkösdkor ünnepelte. De ekkortól a Szentírásból ismert húsvét utáni 40. napra került. Így (a nyugati kereszténységben) legkorábbi lehetséges dátuma: április 30., a legkésőbbi pedig június 3. (húsvétvasárnap után 39., nagyszombat utáni 40. nap)
A 12. századtól kezdett elterjedni az ünnephez kapcsolódó körmenet szokása. A középkori és kora újkori Magyarországon szokás volt, hogy az áldozócsütörtöki misén a mennybemenő Krisztust ábrázoló szobrot kötelekkel felhúzták a templom mennyezetéig. A katolikus egyházban 1918-ig ez az ünnep volt a húsvéti szentáldozás határnapja; ebből ered az egyedülálló magyar név: áldozócsütörtök. Liturgikus színe a fehér. Az ünnep témáját az evangélikus liturgikus könyv így foglalja össze: „Isten jobbjára ült: közbenjár egyházáért.”